# Чума 1630 року
Чума́ 1630 ро́ку — епідемія бубонної чуми, що сталася на півночі Італії в 1629—1633 роках. Свою назву отримала за роком наймасовішої загибелі людей. Основним її осередком за абсолютною кількістю загиблих визнаний Мілан, спалахи хвороби були відзначені і в інших великих містах північних італійських провінцій, а також у Швейцарії. Епідемія чуми 1630 року описана багатьма італійськими істориками, згадана в художньому романі «Заручені» письменника Алессандро Мандзоні. Через це її інколи називають чума́ Мандзо́ні.

## Історія

### У Мілані
У 1628 році Міланське герцогство вступило у війну за мантуанську спадщину. Хоча військові дії носили локальний характер, вони були затяжні і потребували значної кількості бранців, до лав яких часто брали селян. Через це поля залишались необробленими і два роки поспіль відчувалася нестача зерна. У 1629 році вона загострилась настільки, що призвела до масового голоду в Мілані. Одночасно з цією подією через Ломбардію пройшло військо союзників під проводом Альбрехта Валленштейна. У лавах найманців було кілька хворих на чуму. Ландскнехти ставилися до місцевого населення вороже, були випадки вбивств, отож за маршрутом руху війська траплялися неприбрані трупи, що створювало сприятливі умови для поширення інфекції серед ослабленого голодом населення.
Видатний міланський лікар Лодовіко Сеттала 20 жовтня 1629 року доповів Санітарному трибуналові про кілька випадків чуми, зафіксованих між Лекко і Бергамо. Повторні повідомлення з Лекко і Беллано змусили трибунал вислати комісара для розслідування. Однак той визнав, що хворі померли з інших причин. Втім, повідомлення про раптові смерті не припинялись. Відряджений до околиць Лекко лікар Алессандро Тадіно констатував спалах бубонної чуми. 14 листопада Тадіно доповів про небезпеку міланському губернаторові Амброджо Спінола, але той був зайнятий військовими справами і не тільки не звернув увагу на попередження, а й наказав влаштувати 19 листопада масове святкування з нагоди народження принца. Санітарний трибунал наказом від 30 жовтня запровадив перепустки для прибулих з ураженого району, але він почав діяти лише 29 грудня.
У своїх історичних описах Алессандро Тадіно і Джузеппе Ріпамонті стверджують, що першим хворим у Мілані став італійській солдат. За версією Тадіно, його звали П'єтро Антоніо Ловато і він прибув з околиць Лекко 22 жовтня. За версією Ріпамонті, солдата звали П'єр-Паоло Локаті і він прибув 22 листопада з К'явенни. Солдат мав при собі одяг, вкрадений або куплений у німецьких найманців. В день прибуття він захворів, а через три дні помер. Від солдата заразився господар будинку, в якому той зупинився; він загинув як і більшість членів його сім'ї. У перші місяці 1630 року випадки захворювання чумою у Мілані були все ще нечастими, але регулярними. Втім населення заперечувало чутки про хворобу. Лікарі Лодовіко Сеттала і Алессандро Тадіно були жорстоко висміяні за спроби попередити наступ епідемії.

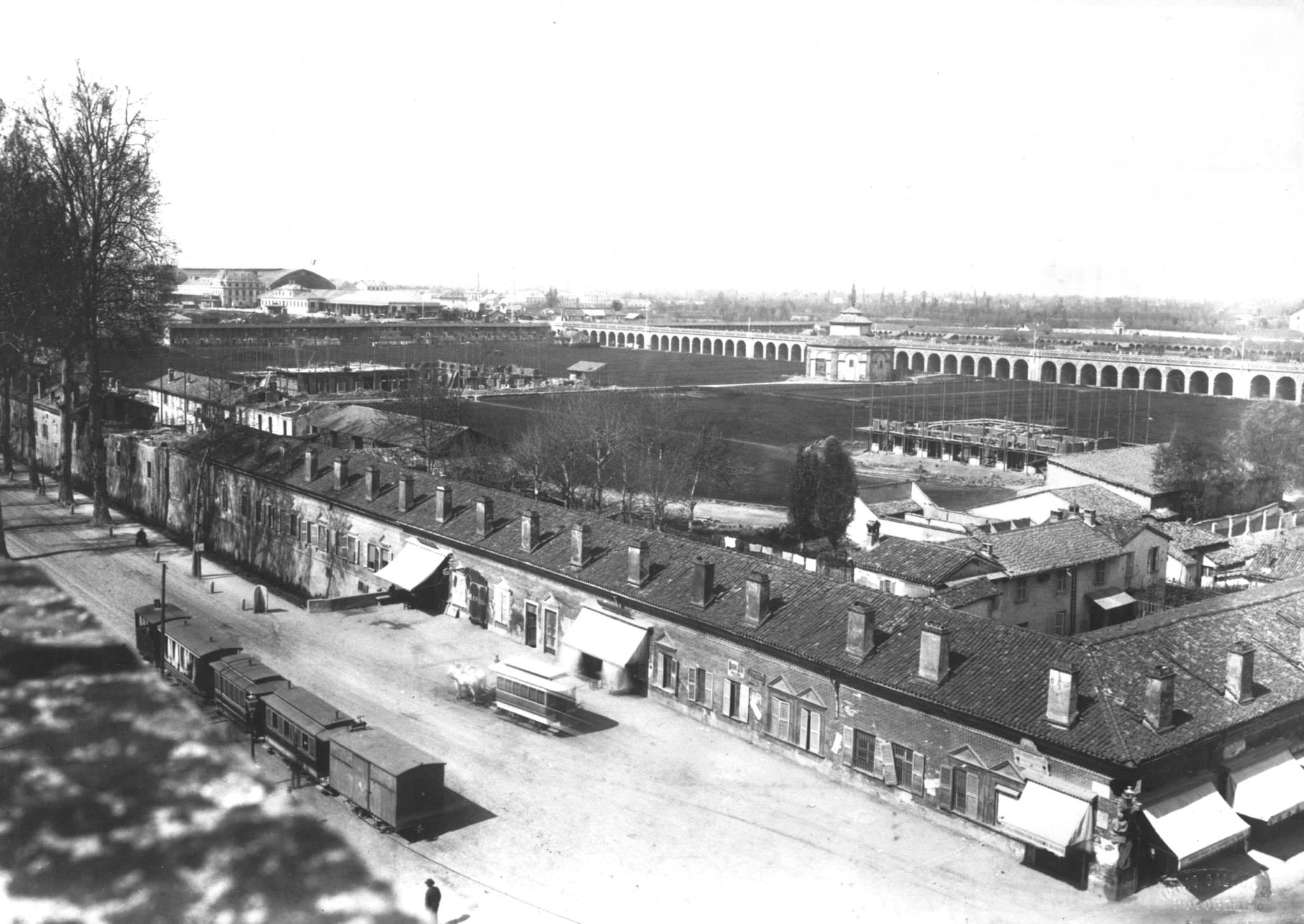
Міланський лазарет у тому вигляді, який він мав під час чуми 1630 року (фото 1880 року).

У березні захворюваність зросла настільки, що у міському лазареті не вистачало персоналу для обслуговування хворих і тих, що знаходились у карантині. 30 березня всі організаційні турботи в лазареті узяли на себе ченці-капуцини. Переломним моментом стало поширення чуми серед сеньйорів міста. Після цього заперечення хвороби змінилося на її беззаперечне визнання. 18 травня в місті вимазали невідомою речовиною усі двері й стіни. З'явилися чутки про навмисне поширення зарази так званими мазальниками, новини швидко перетворилися на масову істерію і «полювання на відьом».
Ці неефективні заходи боротьби із поширенням інфекції ускладнили ще два випадки. Спочатку по місту провезли віз із тілами мертвих хворих, щоб довести справжність чуми, але це тільки створило нові осередки зарази. Потім на боротьбу з епідемією закликали церкву. На пропозицію пройти ходою із мощами святого Карло Борромео, якого вважали захисником від чуми, кардинал Федеріко Борромео спочатку відповів відмовою, слушно зауваживши небезпеку масових зібрань. Однак згодом він був змушений підкоритися численним проханням. Як наслідок, після релігійної процесії 11 червня захворюваність чумою зросла в рази. 4 липня Санітарний трибунал фіксував щоденно смерть у середньому 500 людей. За відомостями Тадіно згодом вона зросла до 3,5 тисяч осіб на добу, а загалом за весь час моровиці населення Мілана зменшилось з 250 до 64 тисяч. Ріпамонті стверджує, що з 200 тисяч городян загинуло 140 тисяч осіб. Захворюваність почала зменшуватись восени, коли більшість населення або загинула, або перехворіла, набувши імунітет, або ж просто виїхала з міста на деякий час. Втім, останній фактор сприяв поширенню чуми на сусідні італійські міста.

### В інших містах

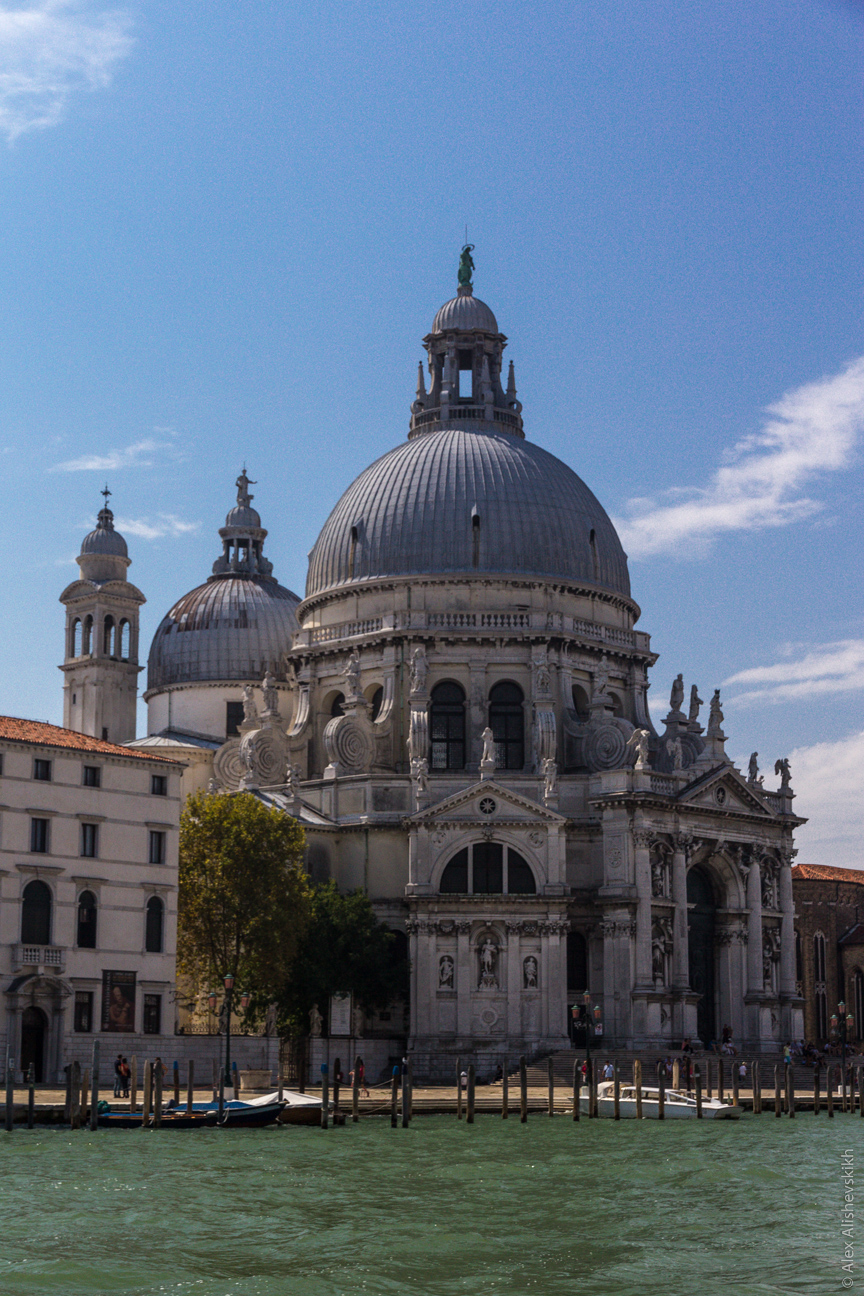
Базиліка Санта-Марія-делла-Салуте.

У Венеції спалах бубонної чуми стався майже одночасно з міланським. Схожою була і причина — поява в місті особи з театру воєнних дій. Цього разу першим хворим виявився посол, який прибув з околиць Мантуї у липні 1630 року. Зараза поширилася швидко, загальна кількість загиблих склала 46 тисяч осіб зі 140—150 тисяч міського населення. Про завершення епідемії було оголошено 21 листопада 1631 року. В пам'ять про перемогу над епідемією в місті спорудили базиліку Санта-Марія-делла-Салуте.
Слід зауважити, що хоча за абсолютною кількістю загиблих на першому місці стояв Мілан, це місто поруч із Венецією, Турином і Болоньєю постраждало відносно мало (в середньому зазначені міста втратили від ¼ до ⅓ населення). Також відносно незначною була смертність у Флоренції, де загинуло 12 % городян. Найбільше постраждали такі міста як Брешія, Кремона, Модена, Парма, Падуя, Верона, в яких загинуло від 45 до 61 % жителів.
Загальне населення уражених хворобою північноіталійських провінцій складало 4 мільйони, з них від чуми Мандзоні загинуло 1,1 мільйона осіб.

## Відомі жертви
Велика смертність, яка охоплювала усі верстви населення, призвела до жертв серед відомих постатей. Зокрема, на чуму захворів сам Лодовіко Сеттала, його дружина, двоє синів і сім служників. З них лише лікар і один з синів вижили. Жертвою епідемії став відомий праведник фра Крістофоро, який допомагав доглядати хворих в міланському лазареті.